# مایکل بادناریک
مایکل بادناریک (انگلیسی: Michael Badnarik; ۱ اوت ۱۹۵۴ – ۱۱ اوت ۲۰۲۲) مجری رادیو، سیاستمدار، و مهندس اهل ایالات متحده آمریکا بود.